# Хотимир (заповідне урочище)
Хотимир — заповідне урочище місцевого значення. Об'єкт розташований на території Тлумацького району Івано-Франківської області, Хотимирське державне лісомисливське господарство, квартал 7, виділи 24, 25; квартал 10, виділи 1—5, 8—10.
Площа — 15,9000 га, статус отриманий у 1984 році.